# Panicum malacophyllum
Panicum malacophyllum är en gräsart som beskrevs av George Valentine Nash. Panicum malacophyllum ingår i släktet vipphirser, och familjen gräs. Inga underarter finns listade i Catalogue of Life.